# ماري تانر
ماري تانر (بالإنجليزية: Mary Tanner)‏ هي أكاديمية بريطانية، ولدت في 23 يوليو 1938.